# マックス・エルンスト・マイヤー
マックス・エルンスト・マイヤー（Max Ernst Mayer、1875年7月2日 - 1923年6月25日）は、ドイツの法学者。専門は刑法、法哲学。M・E・マイヤー、エム・エ・マイヤー、エム・エ・マイエルと略称されることも多い。
地政学者カール・ハウスホーファーの妻マルタ・ハウスホーファーの従兄弟に当たる。

## 理論
新カント学派の価値哲学を刑法理論に応用し、当時の自然主義的で法実証主義的な刑法理論を批判し、目的論的・価値関係的思考方法に基づく独自の体系を築いた。法実証主義的な形式的違法論を批判し、違法性の実質を国家の承認した文化規範 (Kulturnorm) 違反とした。エルンスト・ベーリングによって提唱された構成要件論を発展させ、構成要件は単なる記述的没価値的な行為類型ではなく、違法性の認識根拠であり、例えるなら煙と火のような関係にあるとして構成要件と違法性を密接に関連付け、規範的構成要件要素の概念を提唱し、主観的違法要素の概念の先駆けとなった。緊急避難の法的性格については、責任阻却説を確立した。処罰の対象となる有責な行為は、行為者の性格と犯行動機の産物であるとして動機説に立ち、共犯における要素従属性を4つに分類し、制限従属性説を唱えるなどした。
日本では、瀧川幸辰がはじめ極めて強い影響を受けた。

## 関連文献
井上祐司『構成要件該当性の内容について』